# 井上栄作
井上 栄作（いのうえ えいさく）は、日本の男性アニメーター、演出家。
東映アニメーションを中心としてフリーで活動している。

## 参加作品

### テレビアニメ
1986年
- ボスコアドベンチャー（作画監督）
- 聖闘士星矢（作画監督）

1989年
- 悪魔くん（作画監督）
- 魔動王グランゾート（作画監督）

1990年
- ドラゴンボールZ たったひとりの最終決戦〜フリーザに挑んだZ戦士 孫悟空の父〜（原画）
- まじかる☆タルるートくん（原画）

1994年
- おまかせスクラッパーズ（作画監督）
- D・N・A² 〜何処かで失くしたあいつのアイツ〜（作画監督）

1995年
- 鬼神童子ZENKI（作画監督）
- ストリートファイターII V（作画監督）

1996年
- B'T-X（キャラクターデザイン、作画監督）

1999年
- ONE PIECE（作画監督・原画 #2）

2000年
- ONE PIECE（作画監督・原画 #9・14・19・26・33・41・48）

2001年
- ONE PIECE（作画監督・原画 #72・79・86・93）

2002年
- 天地無用! GXP（OPアニメーション原画）
- ONE PIECE（作画監督・原画 #99・104・110・119・126）

2003年
- ONE PIECE（作画監督・原画 #168・175）

2004年
- リングにかけろ1（作画監督）

2005年
- 甲虫王者ムシキング 森の民の伝説（絵コンテ）
- ONE PIECE（作画監督・原画 #220・237・244）

2006年
- ONE PIECE（作画監督・原画 #284）

2007年
- ONE PIECE（作画監督・原画 #312・325・336）

2008年
- うちの3姉妹（絵コンテ）
- ペルソナ 〜トリニティ・ソウル〜（原画）
- ONE PIECE（作画監督・原画 #347・357・367・377）

2010年
- リングにかけろ1 影道編（キャラクターデザイン・総作画監督）
- 閃光のナイトレイド（原画）
- ONE PIECE（作画監督・原画 #474）

2011年
- ONE PIECE（作画監督・原画 #484・493・500・512・524）

2012年
- 聖闘士星矢Ω（絵コンテ・原画）
- ONE PIECE（作画監督・原画 #535）

2013年
- ONE PIECE エピソードオブメリー 〜もうひとりの仲間の物語〜（キャラクターデザイン・総作画監督・原画）

2014年
- ディスク・ウォーズ:アベンジャーズ（絵コンテ）
- ワールドトリガー（作画監督・総作画監督）
- ONE PIECE “3D2Y” エースの死を越えて! ルフィ仲間との誓い（作画監督）

2016年
- タイガーマスクW（作画監督・総作画監督）

### OVA
1989年
- 極黒の翼バルキサス（原画）
- トップをねらえ!（原画 #3）

1991年
- インフェリウス惑星戦史外伝 CONDITION GREEN（キャラクターデザイン・作画監督）
- 魍魎戦記MADARA（原画）

1993年
- 仮面ライダーSD 怪奇クモ男（原画）
- 創世機士ガイアース（作画監督 #3）

1994年
- 臀撃おしおき娘 ゴータマンR 愛と悲しみのファイナル・バトル（キャラクターデザイン・作画監督）

1995年
- アイドルプロジェクト（原画）
- 天地無用!魎皇鬼（作画監督）

2003年
- 聖闘士星矢 冥王ハーデス十二宮編2（作画監督）

2004年
- インタールード（総作画監督）

2005年
- イリヤの空、UFOの夏（原画 #1）

### 劇場アニメ
1983年
- 宇宙戦艦ヤマト 完結編（動画）

2000年
- デジモンアドベンチャー02 デジモンハリケーン上陸!!/超絶進化!!黄金のデジメンタル（原画）
- ONE PIECE（原画）

2001年
- デジモンアドベンチャー02 ディアボロモンの逆襲（原画）
- ONE PIECE ねじまき島の冒険（キャラクターデザイン・作画監督）

2006年
- ONE PIECE THE MOVIE カラクリ城のメカ巨兵（キャラクターデザイン・作画監督）

2007年
- ONE PIECE エピソードオブアラバスタ 砂漠の王女と海賊たち（キャラクターデザイン・作画監督・絵コンテ）

時期未定
- ベルサイユのばら（監督）